# ハートの7

ハートの7のカード

ハートの7（ハートのセブン、原題:Le Sept de cœur）は、モーリス・ルブランのアルセーヌ・ルパンシリーズのひとつである短編小説。1907年発表。第一短編集『怪盗紳士ルパン』に収録。「わたし」ことルブランが、自宅での怪奇な事件をきっかけに、ルパンの伝記作家となったいきさつが明かされる。

## あらすじ

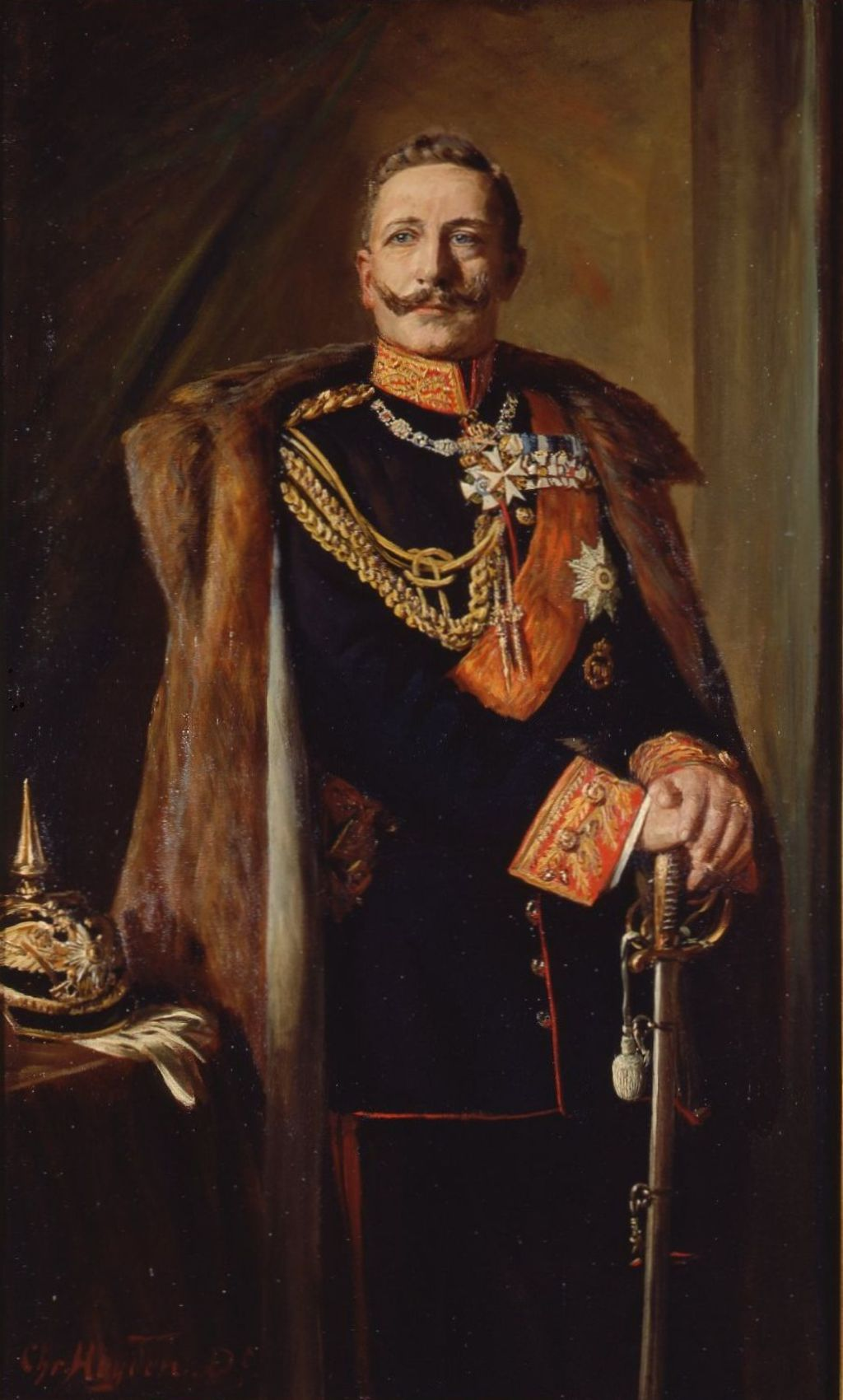
ヴィルヘルム2世

6月のある夜、友人たちとレストランで夕食を取った「わたし」は、年下の友人ジャン・ダスプリーと、ひとけのない道を家路についた。ダスプリーと別れ、一人で家に入ってから、不審な雰囲気を感じ、用心のため拳銃を出した。その時、本の間に手紙を発見した。手紙にはこう書かれていた――「この手紙を開封した時から、何もしてはいけない。さもなくば、命はない」。
その後、隣の広間から大きな物音が聞こえてきた。しかし盗まれたものは何もなく、トランプの、ハートの7のカードが一枚落ちていた。七つのハートマークの先端には全て小さな穴が開けてあった。わたしがこれを新聞のコラムに書いたところ、友人の間で大反響となり、ダスプリーも家にやってきて、広間を見たがった。その広間の壁には、カール大帝（シャルルマーニュ）のものをはじめとした、さまざまなモザイク画があった。
その後、わたしのコラムを読んだという人物が家に来て、広間でピストル自殺を図った。遺体のそばにはまたも、全てのマークの先端に穴の開いたハートの7のカードがあった。男が握っていた名刺から、ジョルジュ・アンデルマットが警察の尋問を受けたが、心当たりはないと言う。男はエティエンヌ・ヴァランというスイス出身のやくざ者であった。また、『エコー・ド・フランス』紙に、ドイツで、潜水艦「ハートの7」が、ルイ・ラコンブというフランス人技師の設計図をもとに作られたが、肝心な資料がなかったため失敗に終わったこと、設計図をドイツに売り渡したのはヴァラン兄弟であることが、サルヴァトールという署名入りで書かれていた。これに関してアンデルマットは無言を貫いた。
そんなある夜、わたしの家にアンデルマットの妻が訪れ、ラコンブに宛てた自分の恋文のために、ヴァラン兄弟に脅迫されていることを告げた。アンデルマットが無言を貫いたのはこのせいで、その上ひそかに兄弟を監視させていた。わたしと一緒にいたダスプリーは、夫人に、恋文の秘密を知っていると思しきサルヴァトールに、夫が、設計図の資料を保管していることを教えるように説得する。その後、サルヴァトールから夫人に宛てた手紙がわたしのもとに来た。「隠し場所にはなかったが、必ず取り返す」とあり、サルヴァトールがこの事件のカギを握っているのは間違いなかった。
ダスプリーも恋文探しに熱心で、わたしと共に庭を掘り返したところ、白骨死体と、鉄板に描かれたハートの7が発見された。暑い日のことで、わたしはふらつきながら、そのまま2日間寝込んでしまった。3日目の朝、ようやく起きだしたわたしに、サルヴァトールから速達が来た。その日の夜に、2人の人物を対決させて、この事件を解決するらしい。その夜、ダスプリーと一緒にいた私のところへ、アンデルマット夫人が来た。この家に来るようにとの夫宛の電報を見て、急いでやってきたのだ。

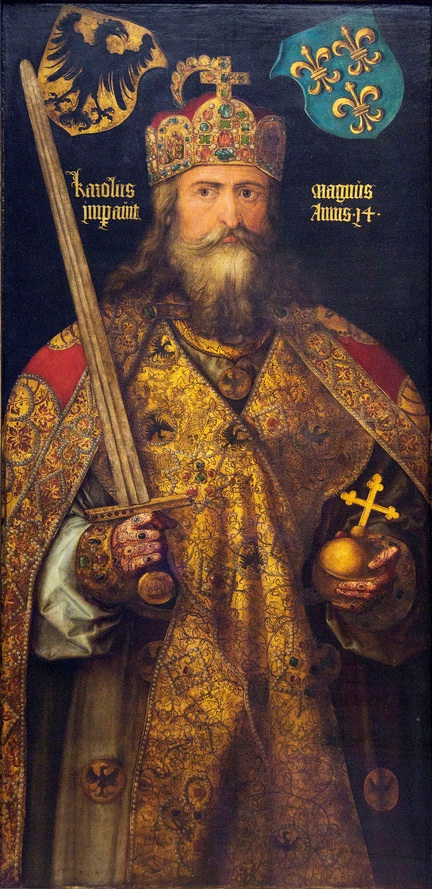
カール大帝　アルブレヒト・デューラー作

その後、アルフレッド・ヴァランと、アンデルマットが到着した。私たちは暖炉に隠れて様子をうかがった。手紙と資料の件で両者はいがみあい、ヴァランが拳銃を出したところへ、別の拳銃が火を噴いた。ダスプリーだった。ダスプリーの登場に2人は驚き、わたしもまた驚いた。どうやらダスプリーはサルヴァトールと同一人物のようだった。この対決でヴァランは、資料及び設計図の原本と引き換えに、アンデルマットに1万フランの小切手を切らせ、恋文にもさらに1万フランの小切手を切った。恋文は、カール大帝のモザイク画の裏に、ラコンブが仕掛けた二重金庫の1つから見つかった。ハートの7の鉄板は、この金庫を開くための鍵だったのだ。
アンデルマットが立ち去った後、ダスプリーはヴァランに小切手と資料を渡すのを拒み、自らと白骨死体の正体を明かし、そして、この事件の裏話をわたしに話してくれた。彼の名はアルセーヌ・ルパン。

## 登場人物
わたし
この物語の語り手。クラブでダスプリーことルパンと知り合う。作者ルブラン自身。
ジャン・ダスプリー　
“わたし”の友人。ハートの7事件を解決する。実はアルセーヌ・ルパン。
アルフレッド・ヴァラン　
スイス出身のやくざ者兄弟の兄。弟のエティエンヌとラコンブに取り入り、潜水艦の設計図を隣国に売り渡す。
エティエンヌ・ヴァラン
アルフレッドの弟。“わたし”の家でピストル自殺を図る。
ジョルジュ・アンデルマット　
ラコンブのスポンサーである銀行家。妻がラコンブに宛てた手紙のことで、ヴァラン兄弟から脅迫を受ける。
アンデルマット夫人　
アンデルマットの妻。ラコンブへの手紙のことで、“わたし”とダスプリーに救いを求める。
ルイ・ラコンブ　
鉱山技師を辞職したのち、潜水艦の設計に没頭し、アンデルマット夫妻と交流するが、ある日突然行方をくらます。
サルヴァトール　
エコー・ド・フランス紙の記者。ハートの7事件に関して、大胆かつ緻密な推理記事を展開する。

## ルブランの立ち位置
ルブランはこの作品の著者のみならず、登場人物でもあり、このハートの7の締めくくりで、自らとルパンの友情についても触れている。
彼はアルセーヌ・ルパン作品におけるドクター・ワトソンともいえる。ルブランは他のルパンの冒険譚にも登場し、一部の作品ではルパンと行動を共にしており、自分が創り出した怪盗紳士ルパンの、あざやかな腕前を目のあたりにしている。またある時にはルパンの仲間となっている。
ルブランは、この『ハートの7』の中で、ルパンは演出家で、自分は彼のドラマを演じる俳優であるといったことも書いている。
ジャン・ダスプリーとモーリス・ルブランの友情が描かれたハートの7は、ルパンの様々な冒険譚の中でも初期の作品で。この中では、ダスプリー（ルパン）は、ルブランの友人として登場し、事件解決後は行方をくらませてしまう。この作品では、ダスプリーに比重を置いて書かれている。ハートの7に絡んだ奇怪な事件と、潜水艦の関係を突き止めたのはダスプリーであり、ラコンブの遺体について語っているのもダスプリーである。方やルブランは、最後の場面で、ジャン・ダスプリー＝アルセーヌ・ルパンという、不思議な人物による事件の解決に居合わせており、この点でも、ルブランは、事の成り行きを見守るワトソン的な存在なのである。

## 作品について
この物語では、ルパンは泥棒よりもむしろ探偵で、新聞記事で謎解きが行われたり、アンデルマット夫人の不倫が絡んだりするため、かなり複雑な構成になっている。タイトルにあるハートの7が生かされているのが、同じカードの向きを変えると、別の金庫の隠し戸が開くというところである。ラコンブが金庫を仕掛けた壁の、モザイク画にあるカール大帝は、フランク王国の国王、西ローマ帝国初代皇帝であるが、トランプのハートのキングのモデルでもあり、それがこの事件の謎を解くうえでの核心であった。
また、この当時は、フランスの外交に、隣国ドイツの潜水艦計画を巡って緊張が走っており、ルパンが活躍したベルエポックの時代に、次第に第一次世界大戦が近づいて来ていた様子が描かれている。
アンデルマット夫人の不倫については、はっきり書かれていない翻訳もあり、また、翻訳によっては、「わたし」をルブラン自身と位置付けていたり、ヴァランとアンデルマットが来た時に、3人が暖炉ではなく隣の小部屋に隠れたというのもある。

## 日本版DVD
LE SEPT DE COEUR
- 上映時間 52分
- 製作国 フランス
- 監督：ジャン＝ルイ・コルマン
- 出演：ジョルジュ・デクリエール、レイモンド・サルティーヌ
- 邦題　「怪盗紳士アルセーヌ・ルパン／ハートの７」￥3,990　2001年9月25日発売[5]